# シナハニャ
シナハニャ (英語: Sinajana、チャモロ語: Sinahånña)はグアムの村である。
村の面積はグアムの村の中で最小で、ハガニアの南にある。